# San José de las Salinas
San José de las Salinas é um município da província de Córdova, na Argentina.